# Geraldine Ferraro
Geraldine Anne Ferraro (26. august 1935 – 26. marts 2011) var en amerikansk advokat, demokratisk politiker og medlem af Repræsentanternes hus. Hun var den første kvindelige kandidat til den amerikanske vicepræsidentpost fra et af de store partier.
Ferraro voksede op i New York City og blev først lærer, senere advokat. Hun blev ansat i anklagemyndighedens kontor i Queens i 1974, og nogle år senere blev hun her leder af Special Victims Bureau, der behandlede sager om seksualforbrydelser, børnemishandling og husspektakler. Hun blev valgt ind i Kongressen i 1978, hvor hun hurtigt steg i Demokraternes parti med mærkesager om kvinders ligeberettigelse på områder som løn og pension. I 1984 valgte Demokraternes præsidentkandidat Walter Mondale Ferraro som sin vicepræsidentkandidat til præsidentvalget samme år. Ud over at være den første kvinde i denne position var Ferraro også den første person af italiensk-amerikansk afstamning, der var nomineret til vicepræsident. I første omgang gav udpegningen af Ferraro positiv effekt i meningsmålingerne for Mondales kampagne, men snart dukkede der sager op om Ferraros og hendes mands skatteforhold, der gav anledning til spekulationer og udlignede den første stigning i vælgertilslutningen. Ved valget vandt Republikanernes siddende præsident og vicepræsident, Ronald Reagan og George H.W. Bush, en gigantisk sejr.
Senere forsøgte Ferraro at blive valgt for New York til Senatet i 1992 og 1998, men i begge tilfælde lykkedes det hende ikke at blive sit partis endelige kandidat trods føringer i begyndelsen begge år. Hun blev valgt som USA's ambassadør i FN's menneskerettighedskommission i perioden 1993-96 af præsident Bill Clinton, og i øvrigt fungerede hun i de senere år som journalist, forfatter og forretningskvinde. Forud for præsidentvalget i 2008 støttede hun aktivt Hillary Clinton. 
Geraldine Ferraro døde af blodkræft i 2011, tolv år efter at hun havde fået konstateret denne lidelse. 